# Covitec
 (mars 2025).
Motif : Trop peu d'infos sur cette société et aucune source attestant une quelconque notoriété.  Hors critères en l'état.
- Archive Wikiwix
- Bing
- Cairn
- DuckDuckGo
- E. Universalis
- Gallica
- Google
- G. Books
- G. News
- G. Scholar
- Persée
- Qwant
- (zh) Baidu
- (ru) Yandex
- (wd) trouver des œuvres sur Wikidata

| 1. | Préciser le motif de la pose du bandeau. | Précisez le motif de la pose du bandeau en utilisant la syntaxe suivante : {{admissibilité à vérifier\|date=juillet 2025\|motif=remplacez ce texte par le motif}}            |
| 2. | Informer les utilisateurs concernés.     | Pensez à avertir le créateur de l'article, par exemple, en insérant le code ci-dessous sur sa page de discussion : {{subst:avertissement admissibilité à vérifier\|Covitec}} |

 (juillet 2025).
Si vous disposez d'ouvrages ou d'articles de référence ou si vous connaissez des sites web de qualité traitant du thème abordé ici, merci de compléter l'article en donnant les références utiles à sa vérifiabilité et en les liant à la section « Notes et références ».
Covitec est une société de post-production cinématographique québécoise spécialisée entre autres dans le doublage de films et séries télévisées.
Fondée en 1972 sous le nom de Bellevue Pathé Québec comme filiale de la société Pathé, elle devient en 1992 AstralTech, en février 1997 Covitec puis, en 2000, Technicolor jusqu'en 2018.

## Produits doublés

### Cinéma
Sous le nom de Bellevue Pathé
- Hook ou la Revanche du Capitaine Crochet (1991

### Télévision
Sous le nom de Bellevue Pathé
- Le Petit Castor
- Les Pierrafeu

Sous le nom d'AstralTech
- Les Simpson (1989 - nos jours[Quand ?])
- Ren et Stimpy (1991 - 1993)
- Spirou (1995 - 1996)

Sous le nom de Covitec
- Pokémon (1998)
- Henri pis sa gang (1999)